# I Won't Let You Walk Away
"I Will not Let You Walk Away" é uma canção gravada pelo DJ Mako e pela cantora Madison Beer. Foi lançado em 24 de fevereiro de 2015, pela Ultra Music.

## Antecedentes e lançamento
O single é uma versão do instrumental "Sunburst", lançado por Mako em 2014. Porém, seu público sugeriu que a composição ganhasse uma letra e assim, em 15 de dezembro, por meio de sua conta no Facebook, ele disse que a canção teria uma nova versão com "uma vocalista convidada muito surpreendente (...), fora do comum, com um ótimo ajuste musical".
Alex Seaver, sobre a criação de uma nova versão, disse em uma entrevista: "Comprei essa guitarra Fender de $45 em Glendale e acabei de rastrear algumas coisas, isso se transformou em "Sunburst". Criamos uma melodia agradável e divertida, e era exatamente assim como queríamos. Nunca tínhamos considerado isso. No segundo, eles disseram: 'Oh, essa seria uma ótima ideia'. Por que não? Sabíamos que tipo de música queríamos (...). Assim que chegamos à Madison, isso aconteceu com muita facilidade porque o som é perfeito para sua voz, para o estilo e a escrita. Era apenas um ótimo ajuste".
Em 5 de janeiro do ano seguinte, Mako confirmou que Madison Beer foi escolhida para escrever os vocais. 42 dias depois, ambos anunciaram o título da canção e a data de lançamento.

## Vídeo musical
O vídeo musical oficial foi lançado no canal da Ultra Music, no YouTube, em 24 de fevereiro de 2015. Atualmente, já ultrapassa a marca de 1 milhão de visualizações.

## Desempenho nas tabelas musicais
| Tabelas musicais (2015)        | Melhor posição |
| ------------------------------ | -------------- |
| Dance/Electronic Songs         | 43             |
| Dance/Electronic Digital Songs | 33             |